# Tom Courtney
Tom Courtney (Newark, 17 de agosto de 1933-Naples, 22 de agosto de 2023) fue un atleta estadounidense, especializado en la prueba de 800 m en la que llegó a ser campeón olímpico en 1956.

## Carrera deportiva
En los JJ. OO. de Melbourne 1956 ganó la medalla de oro en los relevos 4x400 m, con un tiempo de 3:04.8 segundos, llegando a meta por delante de Australia (plata) y Reino Unido (bronce), siendo sus compañeros de equipo: Charles Jenkins, Lou Jones y Jesse Mashburn. Y también ganó el oro en los 800 m, con un tiempo de 1:47.7 segundos que fue récord olímpico, por delante del británico Derek Johnson y del noruego Audun Boysen (bronce con 1:48.1 segundos).